# Rigoberto Riasco
Rigoberto Rodrigo Riasco Esquivel (* 9. November 1952 in Panama-Stadt, Panama; † 29. August 2022 ebendort) war ein panamaischer Profiboxer. Von April bis Oktober 1976 war er WBC-Weltmeister im Superbantamgewicht und damit erster Weltmeister dieser Gewichtsklasse überhaupt.

## Boxkarriere
Riasco bestritt sein Debüt am 25. August 1968 und erreichte ein Unentschieden gegen den späteren WM-Herausforderer Carlos Mendoza, gewann jedoch einen Rückkampf im Dezember 1969 durch KO in der sechsten Runde. Einen weiteren WM-Herausforderer besiegte er mit Alberto Herrera im August 1972. Im Juni 1973 schlug er Leonel Hernandez, der 1975, 1977, 1980 und 1981 jeweils um einen WM-Titel kämpfte.
Beim Kampf um die Federgewichtsmeisterschaft von Panama bezwang er am 15. Dezember 1973 den späteren WBA-Weltmeister Rafael Ortega einstimmig nach Punkten. Im Mai 1974 gelang ihm auch ein Sieg gegen den Mexikaner und späteren WM-Herausforderer Jesús Estrada sowie im Oktober 1974 auch ein Sieg gegen den Japaner und zweifachen WM-Herausforderer Haruji Uehara.
Am 31. Mai 1975 boxte er erstmals um einen WM-Titel, den WBA-Gürtel im Federgewicht, und verlor dabei durch TKO in der zweiten Runde gegen Alexis Argüello. Nach Schaffung einer neuen Gewichtsklasse, dem Superbantamgewicht (zwischen Bantam- und Federgewicht), besiegte er am 3. April 1976 den in Japan trainierenden Kenianer Philip Waruinge durch TKO in der achten Runde beim Kampf um den vakanten WBC-Weltmeistertitel dieser Gewichtsklasse und wurde damit zugleich erster Weltmeister im Superbantamgewicht.
Den Titel verteidigte er im Juni 1976 gegen Livio Nolasco und im August 1976 gegen Yum Dong-kyun, ehe er den Titel am 9. Oktober 1976 durch eine KO-Niederlage in der achten Runde an den Japaner Royal Kobayashi verlor und anschließend für rund fünf Jahre keinen Kampf mehr bestritt.
Im Juli 1981 gab er sein Comeback, verlor jedoch im März 1982 durch KO gegen den späteren WM-Herausforderer Mario Miranda und beendete endgültig seine Karriere.